# 퉁위린
퉁위린(중국어: 佟禹林, 병음: Tong Yulin, 한자음: 동우림, 1992년 1월 25일 ~ )은 중화인민공화국의 바둑 기사이다. 랴오닝성 안산시 출신으로 중국기원 소속의 4단이다.

## 경력
랴오닝성 안산시에서 태어났다. 2000년 베이징의 우자오이 바둑도장에 들어가 바둑을 배웠다. 2003년 프로바둑에 입단했고 전국어린이바둑대회에서 우승했다. 2004년 제21회 세계청소년바둑대회에 참가하여 준우승을 했고 2005년 전국어린이바둑대회 주니어부에서 우승을 차지했다. 2008년 아함동산배 본선 16강에 진출했고 2010년 4단으로 승단했다. 2011년 중국 전국바둑개인전 갑조에서 3위를 기록했다. 2019년 제4회 몽백합배 세계 바둑 오픈전 본선 64강전에 진출했지만 허위한에게 져서 탈락했다.